# Киров, Александр Данилович
Александр Данилович Киров (28 августа 1925, Малое Гридино, Московская губерния — 25 октября 1943, Весёлые Терны, Днепропетровская область) — участник Великой Отечественной войны, командир отделения автоматчиков 523-го стрелкового полка, 188-й стрелковой дивизии, 82-го стрелкового корпуса, 37-й армии, Степного фронта, младший сержант. Закрыл своим телом амбразуру пулемёта.

## Биография
Родился 28 августа 1925 года в селе Малое Гридино (по другим данным в деревне Бакунино Коломенского района) в семье крестьян Даниила Петровича и Матрёны Николаевны Кировых. Окончил семь классов, затем работал в колхозе. Член ВЛКСМ.
6 января 1943 года призван в РККА, направлен в запасной полк в Казань, где, окончив школу младших командиров, получил звание младшего сержанта. По её окончании, в августе 1943 года, попал в 188-ю стрелковую дивизию.
В ходе Нижнеднепровской операции дивизия после перегруппировки с 15 октября 1943 года предприняла попытку наступления и в тяжёлых боях к 25 октября 1943 года продвинулась на считанные километры, но сумела выйти на подступы к Кривому Рогу. В этот день подразделение, в которое входил младший сержант Киров, штурмовало укреплённую полосу противника на северной окраине рудника «Красногвардейский». Продвижению подразделения мешал фланговый огонь дзотов. Младший сержант Киров, подобравшись к пулемётным точкам, забросал одну гранатами, а вторую закрыл собственным телом.
Точное место захоронения вряд ли известно, поскольку при приготовлении к захоронению противник нанёс удар, отбросив советские части, и могила осталась на временно занятой противником территории. Тем не менее, числится в списке перезахороненных в братской могиле в селе Глееватка. При этом числился в составе пропавших без вести, в дальнейшем «считался погибшим на правом берегу Днепра». По другим данным похоронен в городе Кривой Рог.
В результате поисковой работы было внесено представление в Министерство обороны СССР и Указом Президиума Верховного Совета СССР от 23 октября 1980 года, младший сержант Киров в числе других героев, был посмертно награждён орденом Отечественной войны 1-й степени.

## Память
- Памятная доска в Малом Гридино, открытая 27 октября 2018 года[7].